# L'Elfe des terres noires
L'Elfe des terres noires est un roman médiéval-fantastique écrit en 2009 par Jean-Louis Fetjaine. Il s'agit du second roman des Chroniques des elfes, après Lliane publié en 2008.

## Résumé
Début de Lliane
Les elfes verts massacrent un groupe de colons humains qui avaient eu le tort de s'installer au cœur de la forêt,. Seul le novice Maheolas parvient à leur échapper. Au même moment, après avoir écouté la leçon du druide Gwydion, la princesse Lliane et les jeunes hauts-elfes vont chasser. Alors qu'ils attaquent une harde de cerfs, ils tombent nez à nez avec un groupe de loups géants. Ceux-ci attaquent immédiatement les elfes. Plusieurs chasseurs sont tués pendant le combat. Deux des trois loups sont également tués. Les elfes survivants s'enfuient loin du dernier loup...
Début de L'Elfe des terres noires
Dragan et les survivants de l’armée des hommes trouvent refuge chez les barbares du Nord puis dans la ville gnome de Ha-Bag. De son côté, le roi Ker de Logres recrute une nouvelle armée en prévision d’une autre attaque des monstres. Pendant ce temps, les monstres rassemblent leurs prisonniers dans un camp de travail. Parmi eux se trouvent la princesse des Hauts-Elfes Lliane, le barde Hamelin, l’elfe vert Till et Doran un elfe du clan des Lasbelins. Le commandant des lieux, le gobelin Khûk propose aux arrivants un choix. Soit ils rejoignent l’armée des Terres Noires, soit ils deviennent esclaves dans la mine de soufre. Lliane, Till et Hamelin font partie des renégats. Seuls Doran et quelques autres décident de ne pas rejoindre l’armée des monstres. Le roi des elfes Morvryn, lui, se lance à la recherche de sa fille Lliane...

## Personnages principaux
- Lliane, princesse des hauts-elfes.
- Morvryn, roi des hauts-elfes.
- Maheolas, jeune novice.

## Éditions françaises
Lliane
- 2008 : Lliane, éditions Fleuve noir (format livre).
- 2009 : Lliane, éditions Pocket (format poche).

L'Elfe des terres noires
- 2009 : L'elfe des terres noires, éditions Fleuve noir (format livre).
- 2010 : L'elfe des terres noires, éditions Pocket (format poche).

### La Trilogie des elfes
- 1998 Le Crépuscule des elfes, 374 p.,  (ISBN 2-7144-3611-0)
- 1999 La Nuit des elfes, 286 p.,  (ISBN 2-7144-3673-0)
- 2000 L'Heure des elfes, 278 p.,  (ISBN 2-7144-3762-1)

### Les Chroniques des elfes
- 2008 Lliane, 272 p.,  (ISBN 978-2-265-08576-3)
- 2010 Le Sang des elfes, 294 p.,  (ISBN 978-2-265-08578-7)